# Мисс США 2018
Мисс США 2018 (англ. Miss USA 2018) — 67-й национальный конкурс красоты Мисс США. Проводился 21 мая 2018 года в Hirsch Memorial Coliseum, Шривпорт, штат Луизиана. Ванесса Лаше и Ник Лаше стали ведущими вечера конкурса красоты впервые, Карсон Крессли и Лу Сьерра выступили в роли комментаторов. На мероприятии выступили — 98 Degrees и Ли Брайс.
Конкурс проводился в том же зале, что и Мисс США 1997.
Конкурс красоты впервые проводился параллельно с другим конкурсом — Юная мисс США 2018, финалы которых проводились разницей в несколько дней.

## Закулисье

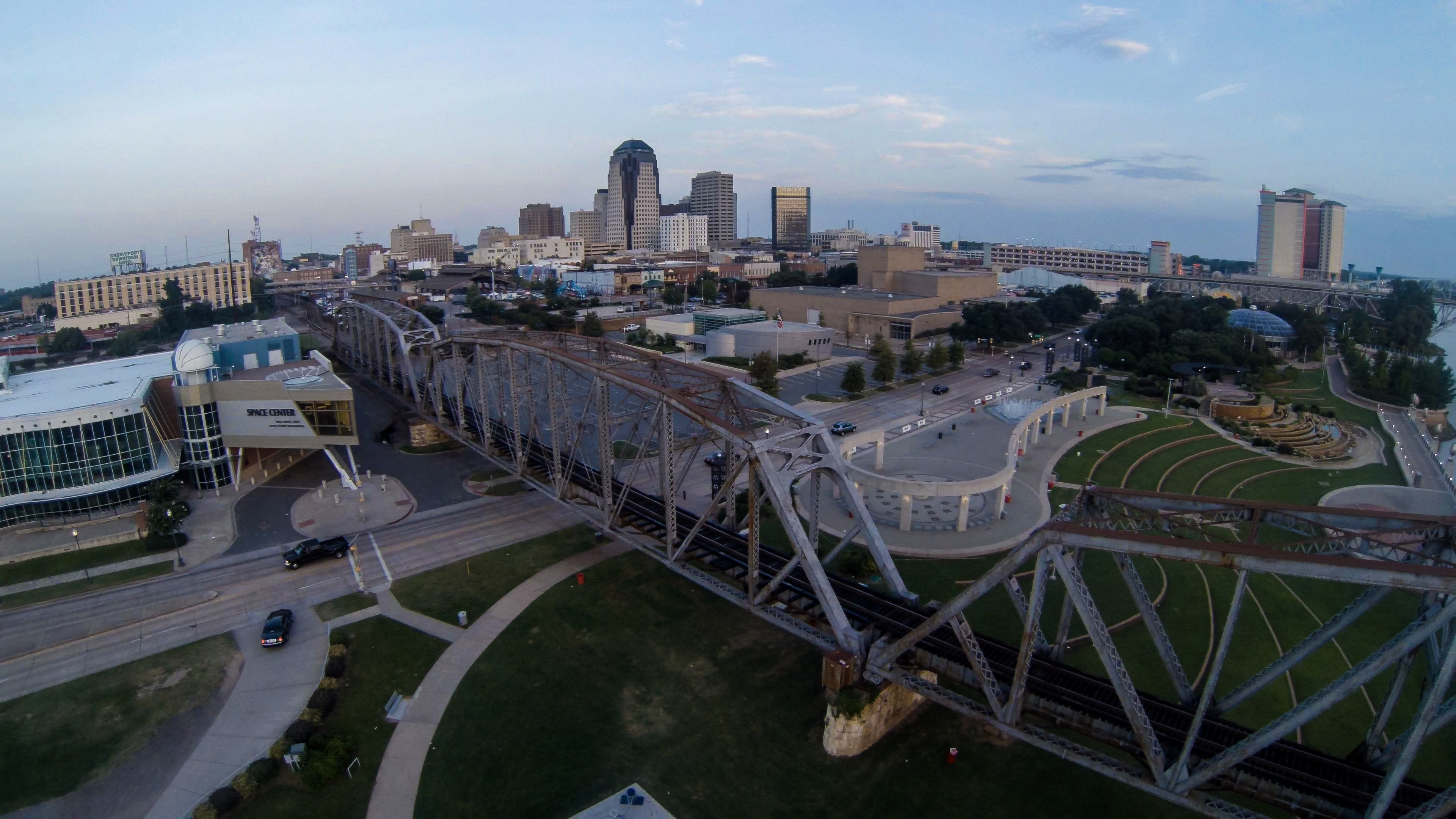
Шривпорт место проведения конкурса красоты.

### Локация
19 марта 2018 года, «Miss Universe Organization» (MUO) подтвердило, что конкурс состоится 21 мая в Hirsch Memorial Coliseum, Шривпорт, Луизиана. Конкурс красоты в пятый раз состоялся в штате Луизина, а город стал местом проведением во второй раз, в 1997 и 1998 годах.

### Ведущие и исполнитель
19 марта 2018 года было анонсировано, что муж и жена — Ник Лаше и Ванесса Лаше будут ведущими вечера, Карсон Крессли и Лу Сьерра будут комментаторами. Ник Лаше является одним из участников группы 98 Degrees. Ранее, Ванесса Лаше была победительницей конкурса для девушек-подростков — Юная мисс США 1998 и работала ведущей в американской телевизионной программе «Total Request Live» и корреспондентом в «Entertainment Tonight».
17 мая 2018 года вышеупомянутая группа «98 Degrees» и кантри-певец Ли Брайс анонсировали в роли приглашённых музыкальных артистов.

### Отбор участников
Участницы из 50 штатов и Округ Колумбия выбирались с сентября 2017 по январь 2018 года. Первым штатом, где должен проведён местный отборочный конкурс был Техас с датой проведения 3 сентября 2017 года, но был перенесён на 6 января 2018 года из-за удара Урагана Харви по городу проведения конкурса — Хьюстон. Однако, Иллинойс был первым штатом, где проводился первый региональный конкурс красоты 4 сентября 2017 года. Последними штатами стали Кентукки и Нью-Мексико, проведённые 28 января 2018 года. Десять из них были бывшими победительницами штатов Юная Мисс США, трое Мисс Америка и одна Мисс мира Пуэрто-Рико, которая участвовала в Мисс Мира 2014.

## Результаты
| Финальные результаты | Участница |
| -------------------- | --- |
| Мисс США 2018        | - Небраска — Сара Роуз Саммерс |
| 1-я Вице Мисс        | - Северная Каролина — Кэйлинн Миллер-Киз                                                                                                   |
| 2-я Вице Мисс        | - Невада — Каролина Урреа |
| Топ 5                | - Флорида – Хенесис Давила - Южная Дакота – Мэдисон Нипе §                                                                                 |
| Топ 10               | - Джорджия – Марианни Эгуррола - Калифорния – Келли Джонсон - Мэн – Марина Грей - Нью-Джерси – Алекса Нун - Теннесси – Александра Харпер   |
| Топ 15               | - Массачусетс – Аллисса Латам - Мичиган – Элизабет Джонсон - Мэриленд – Бриттине Николетт - Орегон – Тониата Морган - Техас – Логан Лестер |

§ – Выбрана в Топ 15, после зрительского голосования

### Награда
| Награда              | Участница              |
| -------------------- | ---------------------- |
| Мисс Конгениальность | Вайоминг — Кэлли Бишоп |

### Порядок объявлений
| 1. Южная Дакота 2. Джорджия 3. Мэн 4. Техас 5. Нью-Джерси 6. Небраска 7. Флорида 8. Невада 9. Массачусетс 10. Мэриленд 11. Теннесси 12. Орегон 13. Северная Каролина 14. Мичиган 15. Калифорния | 1. Калифорния 2. Мэн 3. Невада 4. Теннесси 5. Нью-Джерси 6. Небраска 7. Северная Каролина 8. Джорджия 9. Южная Дакота 10. Флорида | 1. Невада 2. Флорида 3. Небраска 4. Северная Каролина 5. Южная Дакота | 1. Небраска 2. Северная Каролина 3. Невада |  |

## Конкурс

### Предварительный тур
Перед финальным мероприятием, конкурсантки приняли участие в предварительном туре,  в котором были интервью с судьями и презентационное шоу, где они выходили в кульпаных костюмах и вечерних платьях и проводился 17 мая. Ведущими стали Эрин Лим и Кара Маккалоу.

### Финалы
Как и в предыдущие годы, количество участниц увеличелось до 15 конкурсанток с 2016 года. В финале, Топ 15 выходили в купальных костюмах, Топ 10 выходили в вечерних платьях. Топ 5 отвечали на вопрос, трое оставшихся участниц отвечали в итоговом туре на вопрос и выходе на подиум. Победительница была выбрана судьями с двумя вице-мисс.

### Судьи
- Наташа Керри[англ.] – телевизионная ведущая, ведущая новостей и победительница «Мисс Вашингтон 1998»[8][9]
- Джэми Керн Лима[англ.] – бизнес-леди, личность реалити-шоу и победительница «Мисс Вашингтон 2000»[8][9]
- Кристл Стюарт – победительница Мисс США 2008[8][9]
- Лилиана Васкес – ведущая и продюсер[8][9]
- Дениз Уайт[англ.] – бизнес-леди и победительница «Мисс Орегон 1994»[8][9]
- Паула Шугарт – Председатель «Miss Universe Organization»

## Участницы
Список участниц.
| Штат                       | Участница          | Возраст | Рост | Родной город/регион | Место         | Примечание |
| -------------------------- | ------------------ | ------- | ---- | ------------------- | ------------- | --- |
| Айдахо                     | Тэа Драганович     | 21      | 170  | Бойсе               |               | |
| Айова                      | Дженни Вальер      | 27      | 163  | Сидар-Рапидс        |               | |
| Алабама                    | Ханна Браун        | 23      | 170  | Таскалуса           |               | Участница 23 сезона реалити-шоу «Холостяк» Звезда 15 сезона реалити-шоу Холостячка Победительница 28 сезона развлекательного шоу «Танцы со звёздами»                        |
| Аляска                     | Брук Джонсон       | 25      | 163  | Анкоридж            |               | |
| Аризона                    | Николь Смит        | 24      | 170  | Финикс              |               | |
| Арканзас                   | Лорен Уивер        | 21      | 178  | Гринвуд             |               | В прошлом «Юная мисс Арканзас 2014» |
| Вайоминг                   | Кэлли Бишоп        | 28      | 168  | Ларами              |               | В прошлом «Юная мисс Вайоминг 2008» |
| Вашингтон                  | Эбигейл Хилл       | 20      | 180  | Энумкло             |               | |
| Вермонт                    | Майя-Джина Алло    | 20      | 170  | Колчестер           |               | |
| Виргиния                   | Эшли Вольрат       | 22      | 180  | Блэксберг           |               | |
| Висконсин                  | Реджина Грей       | 27      | 178  | Милуоки             |               | Позже «Miss Supranational USA 2019» |
| Гавайи                     | Джулианн Чу        | 26      | 173  | Гонолулу            |               | В прошлом «Юная мисс Гавайи 2010» Сестра Эллисон Чу, победительницы «Мисс Гавайи 2021»                                                                                      |
| Делавэр                    | Сиэрра Райт        | 20      | 168  | Уилмингтон          |               | В прошлом «Юная мисс Делавэр 2015» |
| Джорджия                   | Марианна Эгуррола  | 25      | 178  | Буфорд              | Топ 10        | |
| Западная Виргиния          | Кейси Ласситер     | 21      | 170  | Спенсер             |               | |
| Иллинойс                   | Каролина Яско      | 20      | 178  | Франклин-Парк       |               | |
| Индиана                    | Дарриан Арч        | 23      | 170  | Честертон           |               | В прошлом «Юная мисс Индиана 2013» |
| Калифорния                 | Келли Джонсон      | 25      | 188  | Лос-Анджелес        | Топ 10        | В прошлом «Мисс Колорадо 2015» |
| Канзас                     | Мелани Шейнер      | 20      | 170  | Оверленд-Парк       |               | В прошлом «Юная мисс Канзас 2015» |
| Кентукки                   | Брея Тилфорд       | 25      | 170  | Луисвилл            |               | |
| Колорадо                   | Клоэ Браун         | 22      | 168  | Гранд-Джанкшен      |               | В прошлом «Юная мисс Колорадо 2013» |
| Коннектикут                | Джейми Хьюз        | 27      | 175  | Стамфорд            |               | |
| Луизиана                   | Лорен Вицца        | 28      | 165  | Шривпорт            |               | В прошлом «Мисс Луизиана 2012» |
| Массачусетс                | Аллисса Латам      | 27      | 168  | Лоуэлл              | Топ 15        | |
| Миннесота                  | Кейли Райт         | 25      | 170  | Игл-Бенд            |               | В прошлом «National Sweetheart 2014». В прошлом «Мисс Айдахо 2015» |
| Миссисипи                  | Лейн Мансур        | 21      | 173  | Тупело              |               | |
| Миссури                    | Тори Крус          | 27      | 178  | Камдентон           |               | |
| Мичиган                    | Элизабет Джонсон   | 25      | 165  | Детройт             | Топ 15        | |
| Монтана                    | Дани Уокер         | 28      | 170  | Биллингс            |               | В прошлом «National American Miss California Jr. Teen 2006» В прошлом «National American Miss California Teen 2009» Участвовала несколько раз в конкурсе «Мисс Калифорния». |
| Мэн                        | Марина Грей        | 22      | 163  | Маунт-Десерт        | Топ 10        | |
| Мэриленд                   | Бриттине Николетт  | 26      | 175  | Фолстон             | Топ 15        | |
| Небраска                   | Сара Роуз Саммерс  | 23      | 165  | Омаха               | Мисс США 2018 | В прошлом «National American Miss Junior Teen 2009–10» В прошлом «Юная мисс Небраска 2012»                                                                                  |
| Невада                     | Каролина Уpреа     | 23      | 173  | Санрайз-Манор       | 2-я Вице мисс | Участвовала в «Nuestra Belleza Latina 2013» и «Nuestra Belleza Latina 2015»                                                                                                 |
| Нью-Гэмпшир                | Мишел МакЭуан      | 25      | 163  | Харрисвилл          |               | |
| Нью-Джерси                 | Алекса Нун         | 23      | 173  | Бейонн              | Топ 10        | |
| Нью-Йорк                   | Хенесис Суэро      | 26      | 168  | Бруклин             |               | |
| Нью-Мексико                | Кристен Лейва      | 23      | 165  | Лас-Крусес          |               | |
| Огайо                      | Денин Пенн         | 20      | 175  | Кортленд            |               | |
| Оклахома                   | Шайен Дарлинг      | 20      | 178  | Эдмонд              |               | |
| Вашингтон (округ Колумбия) | Брайс Армстронг    | 21      | 178  | Вашингтон           |               | |
| Орегон                     | Тониата Морган     | 21      | 173  | Кокилл              | Топ 15        | |
| Пенсильвания               | Оливия Сучко       | 22      | 170  | Белл-Вернон         |               | |
| Род-Айленд                 | Десция ДеМоранвил  | 22      | 165  | Джонстон            |               | |
| Северная Дакота            | Эбигейл Погатшник  | 20      | 175  | Бисмарк             |               | |
| Северная Каролина          | Кэйлинн Миллер-Киз | 22      | 168  | Ашвилл              | 1-я Вице мисс | В прошлом «Юная мисс Виргиния 2013» Участница 23 сезона реалити-шоу «Холостяк» Участница 6 сезона реалити-шоу Холостяк в раю                                                |
| Теннесси                   | Александра Харпер  | 25      | 183  | Нашвилл             | Топ 10        | Дочь Шэрон Кей Стейкли победительницы «Мисс Теннесси 1981» |
| Техас                      | Логан Лестер       | 23      | 173  | Хьюстон             | Топ 15        | |
| Флорида                    | Хенесис Давила     | 27      | 178  | Майами              | Топ 5         | В прошлом «Miss World Puerto Rico 2014». Первоначально коронована «Мисс Флорида 2017», но позже была лишена титула                                                          |
| Южная Дакота               | Мэдисон Нипе       | 21      | 175  | Мадисон             | Топ 5         | |
| Южная Каролина             | Тори Сайзмор       | 22      | 175  | Андерсон            |               | В прошлом «Юная мисс Южная Каролина 2013» |
| Юта                        | Нарине Ишханова    | 24      | 170  | Солт-Лейк-Сити      |               | Уроженка Туркменистана |

## Международное вещание

### Телевидение
- США: Fox
- Африка: DSTV[англ.] Mzansi Magic (отложенная трансляция)
- Азиатско-Тихоокеанский регион: Fox Life (отложенная трансляция)
- Венесуэла: Venevisión

## Заметки
1. ↑  На момент участия в конкурсе